# 권영택
권영택(權英澤, 1962년 8월 15일 ~ )은 대한민국의 전직 공무원 출신 정치인이다. 영양군수를 역임했다.

## 학력
- 영양초등학교 졸업
- 영양중학교 졸업
- 영양고등학교 졸업
- 계명대학교 공과대학 건축공학과 학사
- 경북대학교 산업대학원 산업공학과 공학석사

## 경력
- 영양군 축구연합회 회장
- 태화건설 대표이사(역임)
- 제16대 대통령선거 한나라당 중앙당 정책위원
- 영양여자중고등학교 재단이사장(2014년)
- 계명대학교 총동창회 부회장
- 한나라당 중앙당 전국위원
- 한나라당 경상북도당 부위원장
- 한나라당 경상북도당 홍보위원장
- 제46대 경북 영양군수(민선, 한나라당,2006년 7월 ~ 2010년 6월)(민선4기 경상북도의 최연소 기초단체장)
- 제47대 경북 영양군수(민선, 무소속→새누리당,2010년 7월 ~ 2014년 6월)
- 제48대 경북 영양군수(민선, 자유한국당,2014년 7월 ~ 2018년 6월)

## 상훈
- 대구지방국세청 성실납세자상 표창(2003년 3월)
- 경상북도지사 건설산업인상 표창(2003년 3월)
- 해양수산부장관상 표창(2005년 12월)

## 역대 선거 결과
|  | 28.62% |

|  | 49.84% |

|  | 50.85% |